# Kitâb al-tibâkha

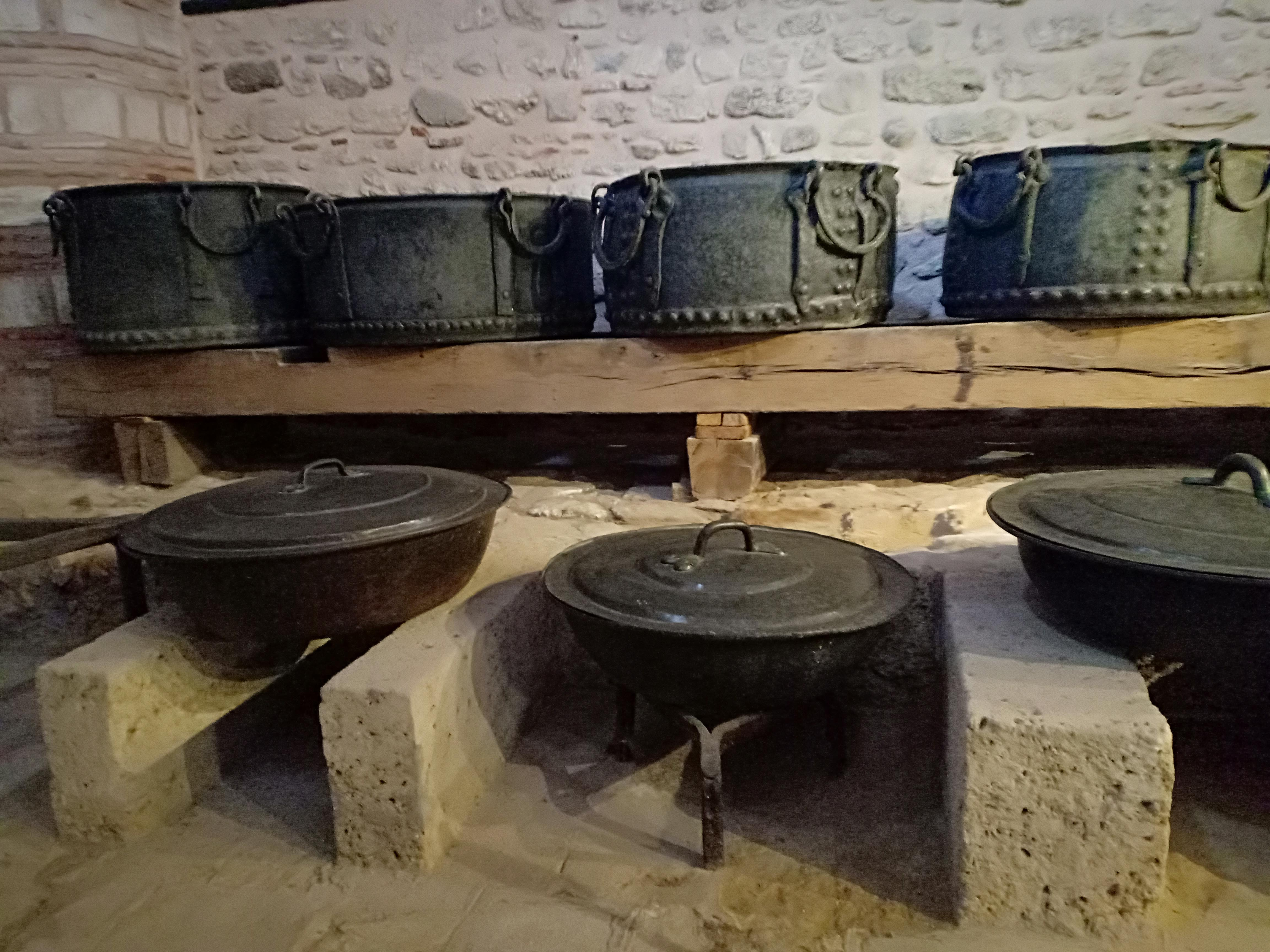
Ustensiles de cuisine ottomans (Topkapi)

Le Kitâb al-tibâkha d'Ibn al-Mabrad est le dernier des recueils de recettes de cuisine médiévale arabo-musulmane conservé. Il date du XVe siècle.

## L'auteur
L'orientaliste Habib Zayat avait trouvé plusieurs manuscrits arabes de Ibn al-Mabrad à la Bibliothèque de la Zahirieh à Damas dont le Kitab al-al-Tibãkha qu'il a publié en 1937. Jamâl al-Dîn Yûsuf ibn Hassan ibn 'Abd al-Hâdî connu comme Ibn al-Mabrad (parfois Ibn al-Mibral) ou Mubarrad vécu à Damas (1437-1503). Il est donc postérieur au Zahr al-ḥadīqa fi ’l-aṭʿima al-anīqa Le livre des fleurs au jardin des mets élégants de Ibn Mubārak Shāh (1403-1458).

## Le livre
Kitab al-al-Tibãkha signifie Le livre de l'Art culinaire. Le manuscrit de Damas est un texte court (44 recettes brèves, 5 pages et demie de 18 à 19 lignes), sans les habituels préface, plan et commentaires des livres de cuisine arabo-musulmane médiévale, il pourrait n'être que des notes ou un résumé. Il est classé par ordre alphabétique, Habib Zayat donne comme sous-titre à sa présentation arabe : وهو مرتب على الحروف.
Marie Josèphe Moncorgé, reprend la préface de Charles Perry qui le qualifie de « témoignage capital car elles sont les seules recettes arabes conservées entre le XVe siècle et le début du XIXe siècle. Ces recettes sont à la fois différentes des recettes de la cuisine arabe moderne et des recettes des livres de cuisine des Xe siècle et XIIIe siècle». Selon les commentateurs il s'agit d'une cuisine arabo-musulmane sous influence de la cuisine ottomane. Leopoldo Costa (2017) doute de l'ambition gastronomique du livre et voit dans l'emploi de sirop de datte dans le nougat blanc (Halwâ) un « produit plutôt familial et sans ambition ». La période burjite (1382-1517), fin de l'empire mamelouk, avec ses guerres, la peste, est une période sombre pour la Syrie.

## Les recettes
34 des 44 recettes sont des recettes de viandes ou de saucisses cuites à l'eau avec légumes et riz et 5 sont des recettes de pâtes (Rishtâ sorte de tagliatelle, Tutmâj pâte plate, tutmaç attesté chez les ottomans, Salma pâte au beurre servie avec de la crème aigre,). Les épices et aromates sont peu présentes et beaucoup moins variées que dans la cuisine médiévale classique (safran, girofle, gingembre, poivre, persil, coriandre, menthe, thym). 12 recettes contiennent du yaourt, 11 des fruits (pomme, prune, dattes, noix, citron ou orange amère).

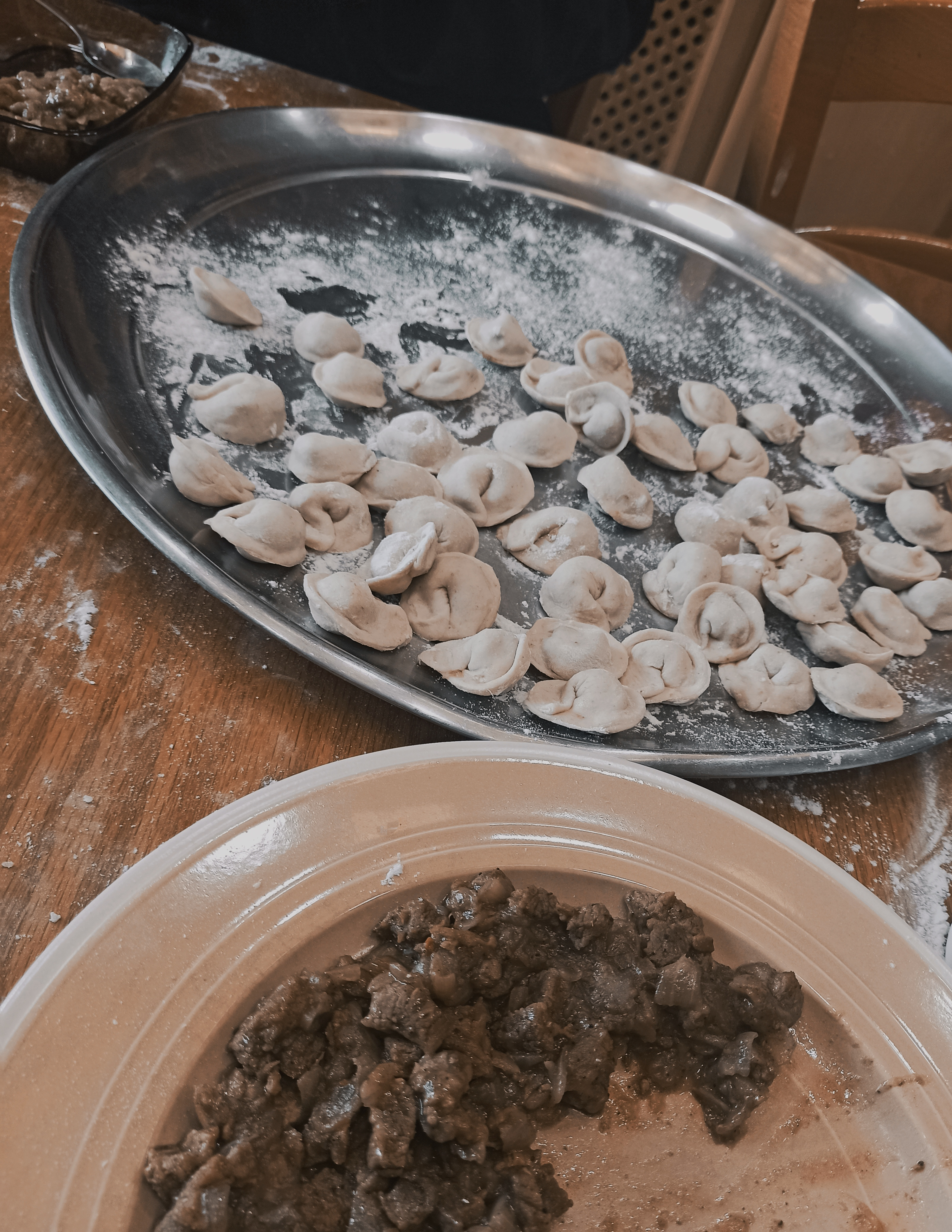
Sheeshburak actuelle déjà mentionnée par le Kitâb al-tibâkha

### Ravioli de viande sauce yaourt-ail
Tutmâj: « La pâte est étalée, puis coupée et cuite dans l'eau jusqu'à cuisson complète. Mettre avec du yaourt, menthe, ail et beurre clarifié et viande frite ». Telle est la recette traduite de la version anglaise de C. Perry. La concision, l'imprécision et le manque de détails d'exécution sont bien loin de l'apogée culinaire du XIIIe siècle. L'univers aromatique est aussi très éloigné de la cuisine arabo-musulmane classique.
Ces pâtes sont déjà mentionnées par Mahmud al-Kāshgari (Dictionnaire turc-arabe écrit à Bagdad) en 1072-1074. Tutmaç, serait d'après Aylin Öney Tan « un des premiers plats turcs et seldjoukides pré-ottomans, des nouilles avec du yaourt. Dans la toute première recette la pâte est farcie de la viande hachée comme un ravioli ». Le Kitâb al-tibâkha décrit ces pâtes sous le nom de shushbarak (arabe : شُشْبَرَك) qui sont faites « comme un tutmâj farci », le mot est dérivé de joshpara, ravioli de viande de mouton toujours cuisiné au Proche et Moyen-Orient et en Asie centrale. La sauce ail-yaourt est fréquente dans la cuisine turque.

### Qarʽiyyah (Plat à base de courge)
L'Anonyme andalou donne (L309) la recette suivante du Qarʽiyyah: « Il faut de la viande tendre de jeune mouton bien en chair. Au moment de l’abattage, alors qu’elle quand la bête a encore des spasmes nerveux, on la découpe sans tarder en morceaux qu'on met dans la marmite avec du sel, le jus d’un oignon, du poivre noir, de la coriandre en graine, de l’origan et beaucoup d’huile d’olive. Cuire à feu doux. Quand la viande est cuite à point, la couvrir de gros morceaux jeune courge tendre, la cuisson terminée, verser du jus de coriandre verte. Laisser refroidir un peu et servir. Cette qarʽiyyah est la simple féminine selon la doctrine des cuisiniers ».
Elle est à comparer avec celle du Kitâb al-tibâkha : «Ebouillanter la viande, puis frire des gourdes et des oignons avec de la coriandre pilée. Ensuite vous mettez le bouillon dessus ».

### Monographies
- (en) Priscilla Mary Işın, Bountiful Empire: A History Of Ottoman Cuisine, Londres, Reaktion Books Ltd. 2018[5].

### Auteurs et livres de cuisine du Moyen Âge arabe
Les sources citent une quarantaine de livre de cuisine arabe médiévale. Seuls nous sont parvenus (entre parenthèse le n° d'ordre chez Daniel L. Newman (2020) suivi du nombre de recettes):
- IXe siècle, Bagdad, Kitab al-Tabikh de Ibrahim ibn al-Mahdî
- Xe siècle, Bagdad, Kitab al-Tabikh de Ibn Sayyar al-Warraq (1 - 615),
- XIIIe siècle, Bagdad, Kitab al-Tabikh de Muhammad bin Hasan al-Baghdadi (2 - 161),
- XIIIe siècle, Le Caire, Kitab al Waslat, traditionnellement attribué à Ibn al-Adim (3- 635),
- XIIIe siècle, Al-Andalus, Kitab al-Tabikh Anonyme Andalou, livre et auteur (4 - 528 chez J-M Laurent)
- XIIIe siècle, Al-Andalus, Fudalat al-Khiwan de Ibn Razin al-Tuyibi (5 - 468)
- XIVe siècle, Le Caire, Kanz al-fawāʾid, auteur inconnu (6 - 780)
- XVe siècle, Damas, Kitâb al-tibâkha, attribué à Ibn al-Mabrad ou Mubarrad (9 - 44)
- XVe siècle, Le Caire, Kitāb Zahr al-ḥadīqa fī l-aṭʿima al-anīqa, Ibn Mubārak Shāh (10 - 330)